# Rondavel
Rondavel je slog afriške koče, v literaturi znan kot stožec na valju ali stožec na bobnu. Beseda izvira iz afrikanske besede rondawel.

## Opis
Rondavel je običajno okrogle ali ovalne oblike, z višino približno 1,5 metra, premerom od približno 3,6 do 6 metrov in je tradicionalno izdelan iz materialov, ki jih je mogoče lokalno najti v surovi obliki. Stene so zgrajene iz lokalnih materialov, kot so na zraku sušene glinene opeke, peščenjak ali bazalt. V gozdnatih območjih so lahko stene sestavljene tudi iz navpičnih pilotov. Malta je lahko sestavljena iz peska, zemlje ali kombinacije teh, pomešanih s kravjim gnojem. Tla tradicionalnega rondavela so obdelana z mešanico gnoja, da so trda in gladka. Glavni strešni elementi rondavela so drogovi ali palice, vzete iz drevesnih vej, ki so bile pobrane in razrezane na dolžino. Slamnata streha nima podlage. Sestavljena je iz rahlo previsne plasti posušenega trstičja, debele približno 15 centimetrov, ki je s travnimi vrvmi pritrjena na nosilce strešne kritine, katere špirovci se na vseh straneh zbližajo proti najvišji točki strehe. Stene so pogosto ometane z glino na eni ali obeh straneh. Občasno so zunanje strani poslikane ali okrašene z vrezanimi risbami.
Koča je sestavljena iz enega samega prostora. Svetloba v kočo vstopa le skozi vrata in, če so prisotna, skozi majhna okna. Pogosto je na sredini kamin. Rondaveli so pogosto kombinirani z drugimi, včasih drugače zgrajenimi kočami na istem posestvu.

## Regionalne razlike
Rondaveli se pojavljajo v državah Južne Afrike, vključno z: Južno Afriko, Lesotom (kjer je koča znana tudi kot mokhoro), Esvatinijem, Bocvano in drugimi. Na Reunionu obstajajo le na javnih mestih, na primer za piknike. Na različnih območjih obstajajo majhne lokalne razlike v višini sten, naklonu strehe in splošni obdelavi. Nekateri ljudje zunanjo steno, ki je bila obdelana z gnojem, dovršeno izrezljajo, pobarvajo ali okrasijo. Drugod ljudje pustijo svoje rondavele neokrašene.

## Razvoj gradbenih tehnik
V zadnjem času se je z razpoložljivostjo sodobnih gradbenih materialov videz in konstrukcija rondavelov spremenila. Lahko imajo betonske temelje, so zgrajeni iz cementnih blokov ali opeke, maltirani s cementom in/ali pokriti z valovito pločevino. Medtem ko tradicionalni rondaveli niso imeli tekoče vode, elektrike in/ali drugih sodobnih udobij, so mnogi zdaj opremljeni s temi storitvami ali so bili prilagojeni za njihovo uporabo.
Danes so pogoste celotne hiše, zgrajene v arhitekturi rondavela, rondaveli pa so precej priljubljeni kot gospodarska poslopja na majhnih kmetijah in komercialnih kmetijah (npr. lope za orodje, prostori za mleko, nastanitve za osebje itd.). Rondaveli so precej pogosti tudi kot počitniške hišice. Razen montažnih rondavelov je strešni material skoraj vedno slamnata kritina, ker je iz drugih materialov težko izdelati lepo stožčasto streho.
Konstrukcijsko niso potrebni notranji oporniki. Nosilci (leseni drogovi, ki radialno potekajo od vrha strehe do vrha stene rondavela) so v celoti podprti z okroglimi nosilci: prvič, nosilci se ne upognejo na sredini, ker upogibanje povzroči stiskanje le nosilcev blizu sredine nosilcev. Drugič, nosilci se na dnu ne razpirajo (ne potiskajo vrha sten navzven), ker razpiranje napenja le nosilce blizu dna nosilcev. Tako je mogoče zgraditi velik rondavel brez notranjih ojačitev strehe. Tradicionalni afriški rondaveli se razlikujejo po velikosti glede na razpoložljivost gradbenih materialov.

## Galerija
- Primeri rondavelov
- Domačinstvo v mestu Kaditshwene (ok. 1400–ok. 1820)
- Rondavel z gladko pobarvano površino
- Dva rondavela v Mafetengu, Lesoto
- Notranjost rondavela za popotnike
- Zunanjost rondavela za popotnike